# Hannah Miley
Hannah Louise Miley (Swindon, 8 de agosto de 1989) é uma nadadora britânica. Em 2008 disputou as provas dos 200 m e 400 metros medley individual nos Jogos Olímpicos.

## Melhores marcas e recordes pessoais
| Evento                                  | Piscina longa | Piscina curta    |
| --------------------------------------- | ------------- | ---------------- |
| 200 m borboleta                         | 2:12.78       | 2:11.15          |
| 200 m individual medley                 | 2:09.46 NR    | 2:08.79 CR NR    |
| 400 m individual medley                 | 4:31.33 ER NR | 4:27.27 ER CR NR |
| ER:Europeu CR:Commonwealth NR:Britânico |               |                  |